# Завод сульфату аммонію у Таррагоні
Завод сульфату аммонію у Таррагоні – колишній виробничий майданчик у іспанському місті Таррагона.
В 1940-му створили компанію Hidro Nitro Española (HNE), яка мала організувати виробництво азотних добрив у Монсоні з використанням гідроресурсів Піренеїв. Майданчик повинен був мати два напрямку – виплавка ціанаміду кальцію та продукування аміаку з наступним перетворенням його на сульфат аммонію (за планом від 1949 року очікували щорічно виробляти 50 тисяч тон цього продукту). На початку 1950-х в Монсоні дійсно почали продукувати аміак та ціанамід кальцію, проте виробництво сульфату аммонію у підсумку вирішили розмістити в Таррагоні, де в 1959-му став до ладу відповідний завод.
У 1969-му завод у Таррагоні став основним активом новоствореної компанії Cataluña de Abonos ("Каталонські добрива"), засновниками якої виступили HNE, Union Espanola de Explosivos (з 1970-го унаслідок злиття стала Explosivos Rio Tinto) та Barrau y Compania (остання володіла заводом суперфосфату в Монгаті та в підсумку була об’єднана з Cataluña de Abonos, так само як і ще один барселонський виробник суперфосфату Establecimientos Gaillard).
Майданчик у Таррагоні також виробляв напівфабрикат – сульфатну кислоту, для чого з провінції Уельва завозили пірити. Відомо, що по 1971 рік HNE та Cataluña de Abonos закупили 150 та 100 тисяч тонн піритів відповідно.